# József Grassy
József Grassy (ur. 31 grudnia 1894 w Nagyszőllõs, zm. 5 listopada 1946 w Nowym Sadzie) – węgierski oficer zawodowy piechoty, wykładowca wojskowy, zbrodniarz wojenny, minister Honvédów w 1941 i na przełomie 1943/1944, dowódca węgierskiej 15 Dywizji Piechoty Honvédów i 13 Dywizji Piechoty Honvédów oraz 25 Dywizji Grenadierów SS „Hunyadi” i 26 Dywizji Grenadierów SS „Hungaria”.

## Życiorys
W latach 1908–1912 uczył się w szkole kadetów piechoty w miejscowości Sopron, a w 1914 ukończył Królewską Akademię Wojskową „Ludovika” w Budapeszcie w stopniu porucznika. Brał udział w I wojnie światowej w armii austro-węgierskiej, walcząc na froncie rosyjskim i włoskim; 2 razy był ranny. Odznaczono go Krzyżem Żelaznym 1 i 2 klasy.
Po zakończeniu działań wojennych wstąpił do armii węgierskiej. Uczestniczył w zamachu stanu Miklosa Horthyego w sierpniu 1919. Do 1921 był instruktorem-wykładowcą w Akademii Wojskowej „Ludovika”. 1 marca 1922 awansował do stopnia kapitana. W latach 1922–1924 przechodził kurs szkoleniowy w Akademii Wojskowej w Budapeszcie. Do 1927 służył w sztabie 1 Brygady Mieszanej. 1 listopada tego roku przeszedł do ministerstwa Honvédów. 20 sierpnia 1928 dostał awans do stopnia majora. 1 sierpnia 1932 rozpoczął służbę w sztabie 3 Brygady Mieszanej. W latach 1933–1934 był szefem sztabu Brygady Mieszanej III Korpusu Armijnego stacjonującej w Szombathely. 20 sierpnia 1934 awansował na pułkownika. Do 1937 sprawował funkcję profesora taktyki w Akademii Wojskowej w Budapeszcie. Następnie służył w 4 Brygadzie Mieszanej. 1 stycznia 1938 został szefem sztabu IV Korpusu Honvédów w Peczu. 6 lipca 1939 objął dowództwo 7 pułku piechoty Honvédów „Zrínyi Miklós” w miejscowości Kecskemét. 21 sierpnia 1940 przeszedł do szefostwa sił powietrznych w ministerstwie Honvédów jako szef sztabu. Od marca do sierpnia 1941 obejmował urząd ministra Honvédów.
Następnie powrócił do służby liniowej, dowodząc 15 Dywizją Piechoty Honvédów w Kecskemét, a potem 13 Dywizją Piechoty Honvédów w Peczu. Na ich czele brał udział w 1941 w działaniach na obszarze południowej Baczki, a w styczniu 1942 w rajdzie po tym samym obszarze, w wyniku którego zostało zamordowanych ogółem ok. 3,8 tys. serbskich i żydowskich cywilów. 1 kwietnia 1942 awansowano go do stopnia generała brygady. Następnie wyruszył ze swoją dywizją na front wschodni, gdzie walczył z Armią Czerwoną nad rzeką Don. Od 16 października 1943 do 15 stycznia 1944 był ponownie ministrem Honvédów. Usunięty z urzędu z powodu zbrodni wojennych w Baczce wyjechał do Niemiec, gdzie 1 marca 1944 został przydzielony do 9 Dywizji Pancernej SS „Hohenstaufen” w stopniu SS-Gruppenführera. 2 września objął dowództwo 25 Dywizji Grenadierów SS „Hunyadi”, a 21 marca 1945 – 26 Dywizji Grenadierów SS „Hungaria”. 6 maja został ranny w wypadku samochodowym w rejonie miejscowości Traunstein i Bad Reichenhall w Niemczech, trafiając do szpitala polowego. Tam dostał się do niewoli amerykańskiej.
1 czerwca został przewieziony do Norymbergi. W listopadzie przekazano go władzom węgierskim, które skazały go 11 stycznia 1946 na karę śmierci. Następnie jako zbrodniarz wojenny został przewieziony do Jugosławii, gdzie 5 listopada powieszono go.